# Wojakowa
Wojakowa est une localité polonaise de la gmina d'Iwkowa, située dans le powiat de Brzesko en voïvodie de Petite-Pologne.